# ألان طاسو
ألان طاسو (بالفرنسية: Alain Tasso) شاعر ورسّام وكاتب مقالات من الجنسيّتَين اللبنانيّة والفرنسيّة، وُلد في بيروت في تاريخ 22 تموز 1962. علّم نفسه بنفسه، وتكاثرت أعماله الأدبية التي يتعاقب النقاد على نقدها.

## سيرة ذاتية
رفض طاسو تلميذ الGrand Lycée franco-libanais de Beyrouth أن يتقدّم لامتحان البكالوريا، وقرّر التوجه إلى اختصاص المحاسبة ليتخلّى عنه بعد بضع سنوات. وكان طاسو الذي بدأ بعزف آلة البيانو وهو في سنّه الخامس، قد نمّى اهتمامًا كبيرًا في التحف الأثرية والأعمال الفنية وموسيقى عصر الباروك المقدسة، ففتح عام 1987 معرض فن أسماه “L’insolite” وتخصّص بالأرت نوفو (Art Nouveau) وبالفن الشرقي وبدأ يرسم منمنمات ويمارس فن الخط. إلّا أنّ الحرب الأهلية اللبنانية أجبرته بعد عامَين أن يقفل المعرض. فيما بعد، عمل فترة 1992- 2000 كمحرّر مستقل في مجلات وصحف تصدر بالعربية والفرنسية في بيروت، كصحيفة لوريان لوجور (L’Orient-Le Jour). أصدر عام 1993 ديوانًا شبابيًا كتب مقدّمته الرائعة الشاعر اللبناني سعيد عقل ومُنح عام 1996 وسام Chevalier de l’Ordre Patriarcal de la Sainte Croix de Jérusalem وهو وسام فخري شرقي كاثوليكي. شارك عام 1998 بمعرض لمناسبة مرور خمسين عامًا على الإعلان العالمي لحقوق الإنسان. تسلّم منذ عام 1999 تدريس مادة علم الجمال لطلاب قسم الماجيستير في معهد الدراسات المسرحية والسمع-بصرية في جامعة القديس يوسف في بيروت. ولربّما ألان طاسو هو المدرّس العصامي الوحيد في لبنان. ومنذ الحين، تولّى صفوف أخرى في الجامعة عينها: الوساطة الثقافية، تاريخ الفن، الفنون الجميلة والتواصل الثقافي في فروع متعدّدة من كلية العلوم الإنسانية. ويشارك طاسو منذ 1995 في العديد من معارض رسم، ويُلاحظ تطوّر الخط من التخطيط العربي التجريدي، إلى اللمح الصوفي، فالخط الأسود السميك.

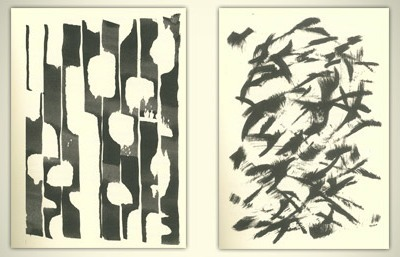
فن الخط

وأنشأ طاسو عام 2001 سلسلة دفاتر فنية وأدبيّة تحت اسم “Présistyles”، قدّمها مع الناقد اللبناني جوزيف طراب في جامعة القديس يوسف. وعام 2003، صدرت دراسة حول “La neige écarlate”، لتقرّب طاسو من الشاعر إيف بونفوا (Yves Bonnefoy) وباول تسيلان (Paul Celan). وبعد أن قرأ بونفوا أحد كتب طاسو، راسله قائلًا: «أشكرك على هذا الكتاب... إنّ عملك»Intailles«تحثّنا على التفكير...». وعام 2005، منحت الحكومة الفرنسيّة طاسو وسام فارس الفنون والآداب (Chevalier des Arts et des Lettres)، وبرز ألان في مختارات Poésies de langues françaises التي أصدرتها دار Seghers.

ولألان طاسو أكثر من عشر مجموعات شعريّة صدرت على ورق جميل، أضاف عليها الشاعر رسوماته الشخصيّة، أو رسومات لرفاييل وميكيلانجيلو وليوناردو دافينشي وروجير فان در فايدن(Retables pour des murs en papier, 2001) وإيغون شيلة (Sang des neiges et autres poèmes, 2002). ولطاسو العديد من المقالات حول الأخلاقيات والصورة والسلطة في مجتمع معاصر فقد إنسانيّته (Les fins de l’image, 2009 ; Encore ce peu d’images malgré tout, 2011).
وقد بدأ طاسو ينظم شعرًا غموضي (Les lampes d’écume, 1999) ليجعله فيما بعد تعبيريًا مصقلًا (Fragments chaotiques, 2000 ; Retables pour des murs en papier, 2001 ; Sang des neiges et autres poèmes, 2002 ; Intailles, Te Deum pour un requiem du temps, 2004). فأصبح نمطه صافٍ وأدبيًا ليصير طاسو شاعر الوجود، وشخصيّة مُلفتة في الشعر الفرنسي (De neige et de pierres, Poèmes pour l’improbable, 2005 ; Assomption d’une autre saison, 2005 ; Paysages de flot précédé de Sommeil des Ancolies, 2009 ; Brisants comme dictame d’un monde trépassé, 2010).

وأصدر دار المجلّة الفينيقيّة في تشرين الأوّل 2010 مختارات باسم Alain Tasso، سبقها إحدى عشر نصًا دراسيّ ونقديّ.

وقدّمت مكتبة “L’écume des pages” الواقعة في شارع Saint-Germain-des-Prés في باريس واجهاتها عامَي 2000 و2011.

ومنذ عام 2011، ألان طاسو مدرّس في الأكاديميّة اللبنانيّة للفنون الجميلة.

وله أيضًا العديد من الكتب الفنّيّة.

وعام 2011، أنشأت مكتبة فرنسا الوطنية صندوق أرشيف باسم ألان طاسو، يحتوي على مخطوطات ومنمنمات ورسومات بالحبر.

## ظهور إعلامي ملفت
حلّ ألان طاسو ضيفًا على أليكس تايلور ضمن برنامج I-Talk على قناة يورونيوز (Euronews) في نطاق البرلمان الأوروبي في مدينة بروكسل. وقد تمّ اختياره من العالم العربي ليتكلّم على الثورات العربية. وصُوّرت المقابلة في الفرنسيّة، وبُثّت على كافة القنوات الدولية التابعة ليورونيوز من 14 إلى 21 تموز 2011. وتمّت الترجمة والدبلجة في لغات القناة العشرة، أي الفرنسيّة والإنكليزيّة والألمانيّة والإيطاليّة والإسبانيّة والبرتوغيزيّة والتركيّة والروسيّة والعربيّة والفارسيّة. وتتوفّر المقابلة على موقع يورونيوز الإلكتروني: http://www.euronews.net

إتبع هذه الصلة لمشاهدة المقابلة في اللغة العربيّة: http://arabic.euronews.net/2011/07/14/alain-tasso-on-the-arab-spring/%5Bوصلة+مكسورة%5D

## متفرقات
لأقوال ألان طاسو ولائحة أعماله ومقالاته والمطبوعات حول أعماله، يرجى مراجعة صفحة ألان طاسو بالفرنسية عبر الصلة التالية:Alain Tasso أو الصفحة الإنكليزية: Alain Tasso